# Pauline Mellon
Pauline E. Mellon (Avoca, Condado de Wicklow, Irlanda, ) é uma matemática irlandesa, professora associada de matemática na University College Dublin. Suas especialidades de pesquisa incluem análise funcional, a teoria dos espaços de Banach e as simetrias de variedades. De 2019 a 2020 foi presidente da Irish Mathematical Society e foi membro do comitê de Ciências Físicas, Químicas e Matemáticas da Academia Real Irlandesa.
Mellon nasceu em Avoca, Condado de Wicklow, Irlanda. Fez seus estudos de graduação na University College Dublin e realizou pesquisas na Universidade de Tübingen e na University College Dublin como parte de seus estudos de pós-graduação. Sua tese de 1990, Symmetric Banach Manifolds, foi orientada por Seán Dineen. Lecionou no St Patrick's College, Maynooth antes de retornar para a University College Dublin como lecturer em 1991.